# Formica sanguinea
Formica sanguinea là một loài côn trùng trong họ Kiến.
Loài kiến này có đặc trưng bởi khả năng tiết ra axit formic. Phạm vi phân bố trong khoảng từ Trung và Bắc Âu qua Nga tới Nhật Bản, Trung Quốc, Bán đảo Triều Tiên, Châu Phi và cả Hoa Kỳ. Loài này có màu đỏ và đen với công nhân dài tới 7 mm.
Chúng thường được gọi là kiến vệ sĩ, chuyên đi cướp trứng của các loại kiến đen đem về nuôi đến lớn, sau đó sẽ bắt chúng làm nô lệ cho chính mình.

## Các cuộc đột kích

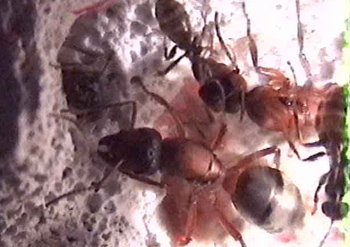
With captured F. fusca

F. sanguinea, là những kẻ làm nô lệ coi thường, có nghĩa là các đàn kiến có thể sống đơn độc hoặc ký sinh. Điều này cho phép chúng trở thành mẫu một sinh vật tốt để nghiên cứu nguồn gốc của trộm con cái. Kiến chúa F. sanguinea đã thụ tinh sẽ vào tổ của loài kiến chủ và giết kiến chúa của chúng. Sau đó, kiến chúa sẽ tận dụng lợi thế của những kiến thợ có họ hàng với cô ấy và bố mẹ của cô ấy. Kiến thợ F. sanguinea cũng sẽ đột kích các tổ gần đó, đánh cắp ấu trùng và nhộng để trở thành nô lệ tương lai cho F. sanguinea. Các cuộc đột kích cũng không chỉ để thu hút kiến mới mà đôi khi là các sự kiện săn mồi.
Formica sanguinea không được nhận thấy là có sự phân công nhiệm vụ trong đó một số cá nhân luôn luôn tấn công hoặc kiếm ăn. Tuy nhiên, một số cá thể sở hữu nhiều hợp chất tuyến Dufour hơn những cá thể khác, vì vậy có lẽ sẽ thành công hơn trong khi đột kích.
 Formica sanguinea  sử dụng các cá thể do thám để xác định vị trí tổ sẽ bị ký sinh. Khi một tổ đã được trinh sát, cuộc đột kích sẽ xảy ra. Các hoạt động diễn ra trong cuộc đột kích bao gồm đào và chiến đấu tại tổ mục tiêu. Nếu một thành viên của một hoặc cả hai đàn bị giết trong cuộc đột kích, các cá thể sẽ mang xác của nó về tổ để ăn thịt. Các cuộc đột kích cũng không bao giờ được quan sát thấy vào những ngày mưa hoặc nhiều mây. Điều này được cho là do mưa có thể gây hại cho các điều kiện trên cạn và hiệu quả của pheromones cảnh báo.